# 억울하면 출세하라
"억울하면 출세하라"는 1969년 공개된 대한민국의 영화이다.

## 배역
- 구봉서
- 남진
- 남정임
- 김희갑
- 양훈
- 서영춘